# Comunhão dos Santos

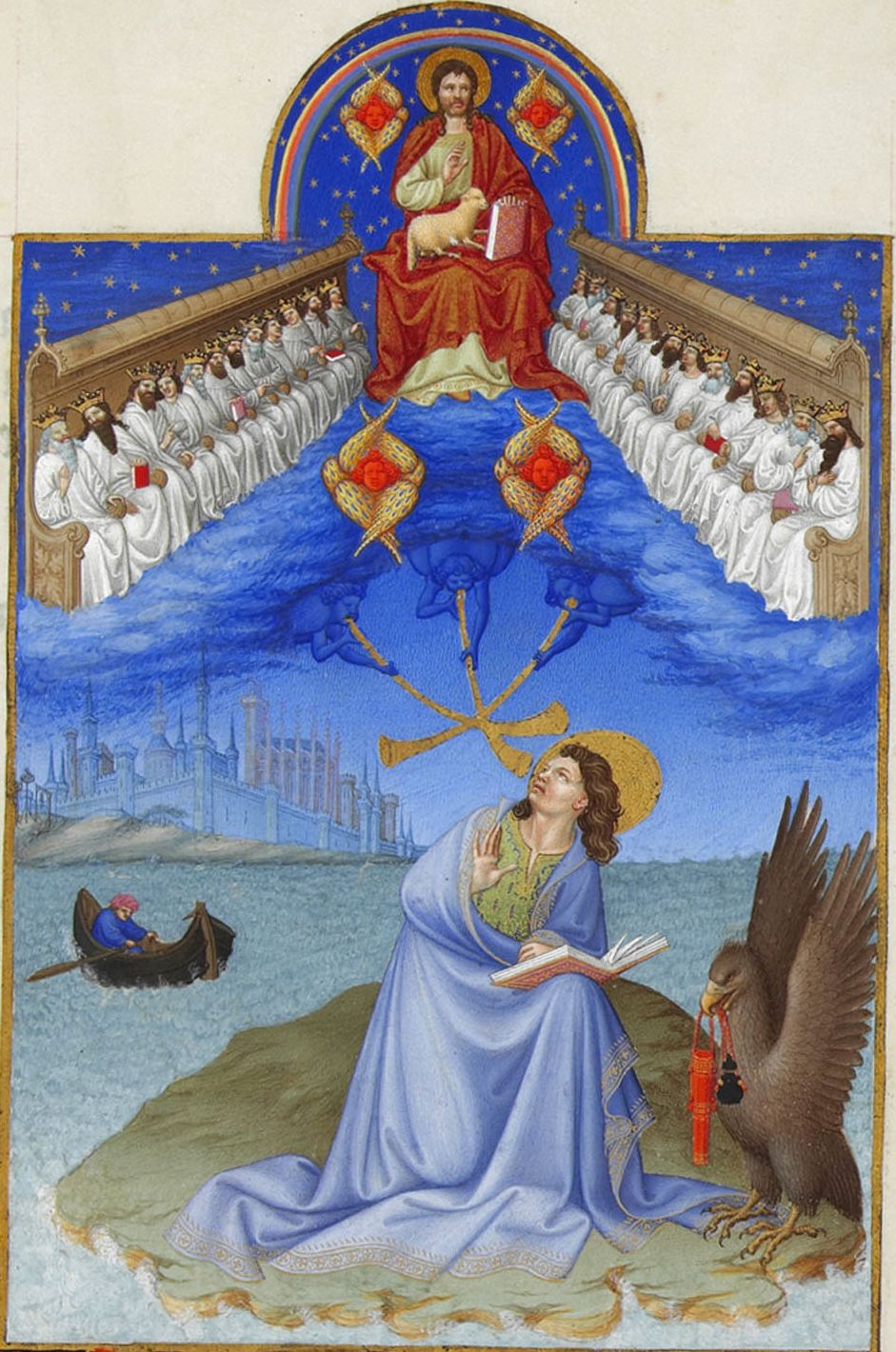
Pintura fazendo alusão à em que os santos no céu estão ligados pela oração com seus companheiros cristãos na Terra.

No cristianismo, a Comunhão dos Santos (em latim, Communio Sanctorum) é a união espiritual de todos os cristãos vivos e mortos, aqueles na terra, no céu e, na doutrina católica, no purgatório. Eles formam juntos um único corpo místico, e cuja cabeça é o próprio Jesus Cristo, sendo que cada membro deste corpo contribui para o bem de todas as partes e no bem-estar de todos, as pessoas que estão ligadas a esta comunhão incluem aqueles que já morreram como é citado em Hebreus 12:22-23( "22 Mas chegastes ao monte Sião, e à cidade do Deus vivo, à Jerusalém celestial, e aos muitos milhares de anjos;23 À universal assembléia e igreja dos primogênitos, que estão inscritos nos céus, e a Deus, o juiz de todos, e aos espíritos dos justos aperfeiçoados;"). A palavra "sanctorum" na frase "communio sanctorum" também pode referir-se não apenas às pessoas santas, mas também para as "coisas santas", ou seja, as bênçãos que as pessoas santas partilham umas com os outras, incluindo a sua fé, os sacramentos e as outras graças e dons espirituais que têm como cristãos.

## História e Conceito
O termo é incluído no Credo dos Apóstolos, uma grande profissão da fé cristã cuja forma atual foi atingida no século VIII, mas que teve origem em torno do ano 100, sendo a base da declaração de fé da Igreja. A crença em um elo místico que unia tanto os cristãos vivos e os mortos em esperança e amor é confirmada já no século IV por São Nicetas de Remesiana (335-414); o termo desde então tem desempenhado um papel central nas formulações do credo cristão.
A doutrina da Comunhão dos Santos é baseada em I Coríntios 12, na qual São Paulo compara os cristãos e a Igreja a um único organismo. "Santos" refere-se aos cristãos como indivíduos, independentemente da sua santidade pessoal, sendo assim chamados, porque eles são consagrados a Deus e a Cristo. O uso da palavra "santo" encontra-se cerca de cinquenta vezes no Novo Testamento. A alegação de que todos os cristãos estão em comunhão com Cristo, e são beneficiários de todos os seus dons é citado em Romanos 8:32, I Coríntios 6:17 e I João 1:3.
A Igreja Católica, a Igreja Ortodoxa, a Igreja Anglicana e a Igreja Assíria do Oriente apontam para essa doutrina, em apoio de sua prática de se pedir a intercessão dos santos no céu, cujas orações (Apocalipse 5:8) ajudam os seus companheiros cristãos na Terra.
Na doutrina católica, a comunhão dos Santos tem dois significados intimamente relacionados: "«comunhão nas coisas santas, sancta», e «comunhão entre as pessoas santas, sancti»". O primeiro significa a participação de todos os membros da Igreja nas coisas santas: a fé, os sacramentos (nomeadamente a Eucaristia), os carismas e os outros dons espirituais. O segundo significa a união viva e espiritual de todos os fiéis cristãos e membros da Igreja que, "pela graça, estão unidos a Cristo", formando um único Corpo Místico de Cristo e sendo por isso "pessoas santas (sancti) em Cristo". Logo, esta comunhão de santos forma "uma só família, a Igreja", que está organizada em três estados espirituais diferentes:
- a Igreja militante, formada pelos fiéis que "peregrinam na Terra", nomeadamente aqueles que estão em estado de graça (ou seja, que não estão manchados por pecados mortais não confessados);[9][10]
- a Igreja padecente ou purgante, constituída pelas almas que ainda padecem no Purgatório [10] e que, por isso, necessitam das orações de sufrágio (nomeadamente a missa), das boas obras, dos sacrifícios, das indulgências e das obras de penitência praticadas pelos membros da Igreja militante.[12] Todas estas ações aceleram a purificação e posterior entrada no Céu destas almas padecentes;[9]
- a Igreja triunfante, composta pelos habitantes do Céu (desconhecidos/anónimos ou oficialmente reconhecidos pela Igreja), que alcançaram a eterna e definitiva santidade e que, portanto, são os intercessores dos homens junto de Jesus.[9][10]

Todos os membros da Igreja destes três diferentes estados espirituais, unidos espiritualmente em Cristo, podem por isso interceder e ajudar-se mutuamente, através de orações, boas obras, sacrifícios e indulgências, ou seja, através da "comunicação dos bens espirituais". Esta união viva é sustentada na doutrina católica de que "todos os crentes formam um só corpo, [logo] o bem duns é comunicado aos outros [...]. E assim, deve-se acreditar que existe uma comunhão de bens na Igreja. [...] Mas o membro mais importante é Cristo, que é a Cabeça [...]. Assim, o bem de Cristo é comunicado a todos os membros, comunicação que se faz através dos sacramentos da Igreja»". Esta união espiritual, em última análise, é fundamentada "no mesmo amor de Deus e do próximo" que todos os católicos comungam, "embora de modo e grau diversos", formando assim uma só Igreja.